# مفتاح (ولاية البليدة)
مفتاح  مدينة صغيرة في شمال الجزائر تفع على بعد 26 كم من الجزائر العاصمة وعلى بعد 41 كم من مدينة البليدة هي إحدى بلديات ولاية البليدة عاصمة دائرة مفتاح. ويجاورها كل من الحراش (ولاية الجزائر) ومطار الجزائر العاصمة (الهواري بومدين) شمالا ومدينة الاربعاء (ولاية البليدة)و بلدية خميس الخشنة (ولاية بومرداس) شرقا ومن الجنوب بلديتي صوحان و الجبابرة ولاية البليدة
تربية: تضم بلدية مفتاح 32 ابتدائية و12 متوسطة (باحتساب بلدية الجبابرة التي تتبع بلدية مفتاح في قطاع التربية) و4 ثانويات هي: ثانوية أحمد الكفيف بحي 5 جويلية (لاصاص)، متقنة الرائد مقراني السعيد بحي 20 أوت، ثانوية قصار بحي الترايكية، ثانوية زروق الوناس بحي سيدي حماد الجديد.
هي بلدية سميت بهذا الاسم نسبة للشهيد سي مفتاح، و كانت تسمى بقالم كانت تقطنها قديما 43 عائلة قديما قبل أن تحول في الفترة الاستعمارية إلى ريفي rivet تخليدا لجنرال فرنسي.
ولقد شهدت بلدية مفتاح تقدما ملحوظا نوعا ما بعد العشرية السوداء في التسعينات واليوم تشهد المدينة توسعا عمرانيا ملحوظا نظرا لإقبال السكان بسبب قربها من المناطقة الصناعية في الوسط.
و تشتهر المدينة بمصنع الاسمنت وبعض المصانع الأخرى رغم أن لها طابع زراعي نتيجة تواجدها في سهل متيجة
كما يسود المنطقة نوع من التلوث الجوي نتيجة الغبار الذي ينتجه مصنع الإسمنت والذي سبب معاناة فئة من السكان وأطفال المنطقة، لكن في الفترة الأخيرة عرفت مدينة مفتاح تحسنا في الجو بسبب فلترة مصنع الإسمنت أدى إلى انخفاض معتبر للغبار في الجو.

## أعلام
- قاي مول
- أبو مصعب عبد الودود
- نور الدين درويش